# Duomyia longicauda
Duomyia longicauda är en tvåvingeart som beskrevs av Mcalpine 1973. Duomyia longicauda ingår i släktet Duomyia och familjen bredmunsflugor. Inga underarter finns listade i Catalogue of Life.